# Locución de despedida
Una locución de despedida es una locución pronunciada por al menos un interlocutor, al fin de una conversación; en español, las que se indican a continuación son las locuciones de este tipo más corrientemente utilizadas:
- adiós;[4]
- hasta luego / hasta más tarde;[5]
- hasta la próxima / hasta la próxima vez / hasta otro momento;
- hasta la vista;
- chau;[6]
- adiós y buen día;
- adiós y buenos días;
- adiós y buenas noches;
- adiós y buena jornada;
- buenas noches;[7][8]
- hasta mañana;
- nos vemos;
- adiós amigos;
- adiós a todos.

## Abreviaciones de despedida en la mensajería de textos
Véase también: Jerga de Internet
En el lenguaje SMS o lenguaje chat, respecto de las abreviaciones no hay reglas muy rígidas, sino que la práctica y la reiteración de ciertos usos, van imponiendo algunas formas abreviadas de palabras o serie de palabras, y desestimando otras. Así, la despedida « hasta más tarde » o equivalente, puede ser abreviada por @+ o incluso por A+ o Á+; la misma abreviación también puede ser utilizada para significar « fin inapelable de una discusión o argumentación ».
Formas derivadas (variaciones) de las abreviaciones que vienen de indicarse también podrían ser usadas, por ejemplo A++ o @++ o incluso ++ (con repetición del carácter +) podría dar idea de una despedida por un tiempo más prolongado.
En el diccionario SMS surgido por iniciativa de la Asociación de Usuarios de Internet, las propuestas que hay para saludo o fin de intercambio o despedida son las siguientes:
- a2 - equivalente a "adiós"
- salu2 - equivalente a "saludos"
- xoxo - equivalente a "abrazos y besos"
- ns vms dsps - equivalente a "nos vemos después"
- ns vms mñn - equivalente a "nos vemos mañana"
- wenas - equivalente a "buenas"

Existen también otras propuestas, como las indicadas a continuación:
- bss - equivalente a "besos"
- bye - equivalente a "adiós"
- b7s - equivalente a "besitos"
- clg - equivalente a "cuelga"
- h lgo - equivalente a "hasta luego"
- HL - equivalente a "hasta luego"
- hla - equivalente a "hola"
- hsta mñn - equivalente a "hasta mañana"

## "Cambio y fuera" - "Hay más informaciones para este boletín"

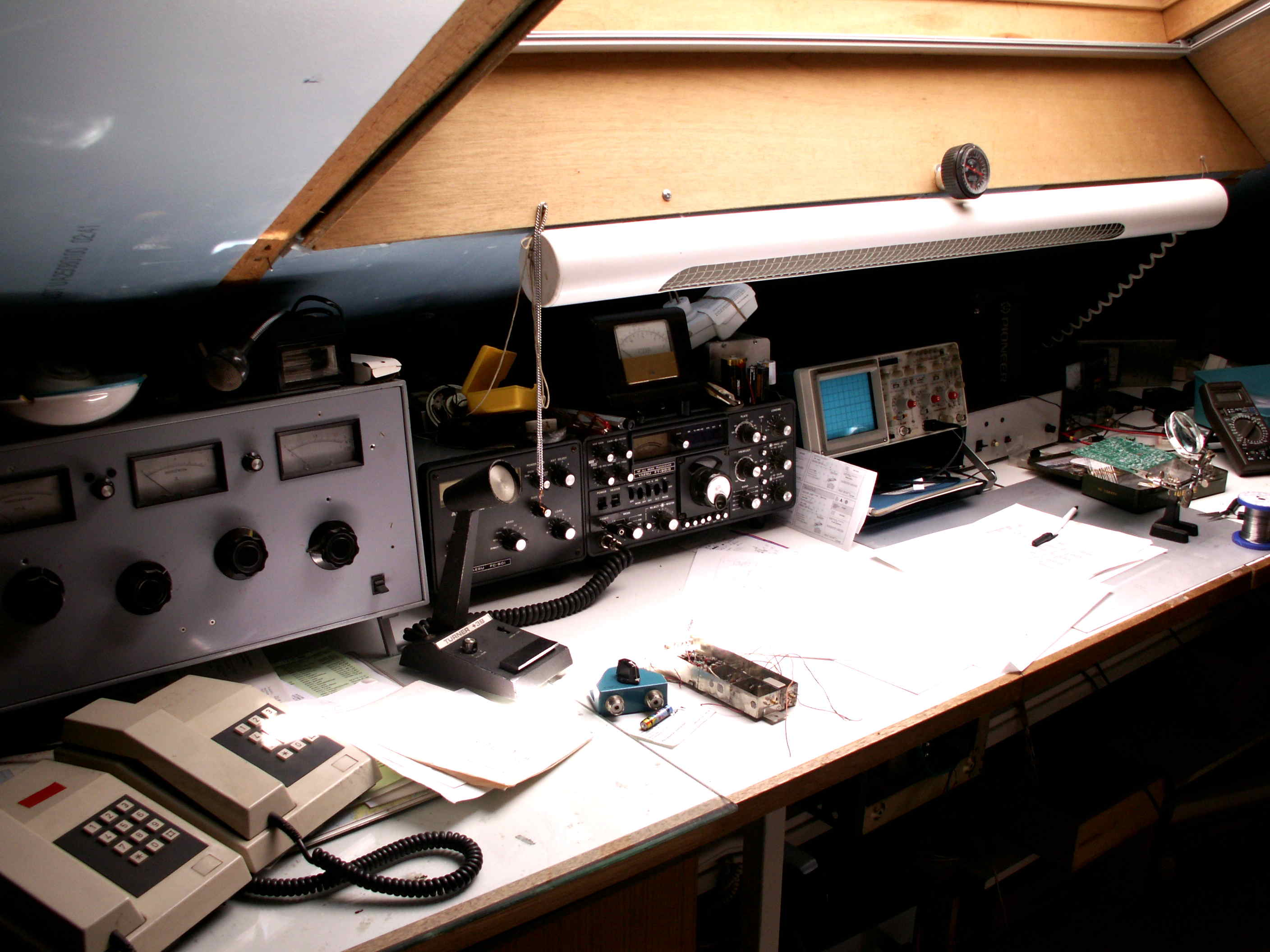
Típica estación amater de radio (analógica). Hoy día los radioaficionados utilizan con ventajas estaciones digitales de radio (intercomunicadas vía satélites).

El lenguaje tiene muy variadas funciones, pues variados son los contenidos que se desean comunicar.
Cuando el acento está puesto sobre el código que se utiliza en la comunicación, predomina la función metalingüística. El prefijo meta quiere decir “más allá”, y por lo tanto, metalingüística se refiere a toda reflexión que, además de utilizar el lenguaje para comunicar, busca discurrir acerca del propio lenguaje que se utiliza para la comunicación.
La función fática por su parte, se centra en el canal que permite el contacto entre emisor y receptor. Por lo tanto, es esa función la que predomina cada vez que se quiere establecer, interrumpir, prolongar, o verificar la comunicación entre los participantes (ejemplos: “Aló, aló, parece que se cortó la comunicación, ¿me escuchas?” ; “Entendido, cambio y fuera” ; “Aló, ¿me copias?”).
Un protocolo es una serie de códigos y formatos y patrones que se utilizan para que emisor y receptor se entiendan entre sí, se escuchen y/o comprendan mutuamente, a la vez que se facilita la recepción de los mensajes emitidos en cada receptor. Por ejemplo, al hablar por teléfono, sabemos que hay que decir “hola”, para que la persona que llama sepa que estamos listos para escuchar. Ese es un ejemplo de protocolo, así como también lo son los tradicionales “fuera” o “cambio y fuera” en las conversaciones por radio, etc.
En los albores de la comunicación telefónica, telegráfica, y radiofónica (radiodifusión, radioafición, etc), las imperfecciones y particularidades de los medios técnicos utilizados exigieron códigos adaptados a cada caso (el código morse, el código internacional de señales de la OMI, código Q de señales, código fonético de los radioaficionados, etc).
Y precisamente, en la comunicación radiofónica, las expresiones "cambio" y "cambio y fuera" son convencionales y bastante corrientes en ciertos casos, aunque no recomendada en otros casos. La comunicación radiofónica básicamente es unidireccional, así que el que habla no puede escuchar. En consecuencia, cuando dos o más personas pretenden comunicarse entre sí utilizando la misma frecuencia radiofónica, el que habla por ejemplo podría decir "cambio" para avisar que espera que el otro (o algún otro) hable a partir de ese momento, y podría decir "cambio y fuera" para avisar que el otro hable a partir de ese momento por última vez en esa conversación.
En los equipos de radioaficionados, para que el otro pueda escuchar al operador en la frecuencia sintonizada en ese equipo, se debe presionar un botón, y para que el otro interlocutor pueda escuchar sin interferencias deberá tener su propio botón sin presionar. Así que se necesita de una especie de código o palabra clave, para avisar al interlocutor que se va a dejar de hablar y que se pasará a escuchar, y dicho término podría ser "cambio". La variante "cambio y fuera" (abreviación: CYF ; en inglés: over and out) sugiere al interlocutor que se va a pasar a la modalidad de escucha, pero que ya no se espera responder pues se da la conversación por finalizada; el término "fuera" (en código "Q": QRT –deja de transmitir, fuera del aire–) significa pues que se desea terminar la conversación o el intercambio de mensajes, lo que en la telefonía equivale simplemente a colgar el tubo telefónico.
Naturalmente, en casos particulares se han aplicado y se aplican acuerdos particulares. Radio Colonia por ejemplo, emite desde la capital del departamento homónimo (en Uruguay), en 550 kHz, y está ubicada estratégicamente y con excelente cobertura en el área del Río de la Plata, cubriendo distintas zonas tanto de Uruguay como de Argentina. Y esa emisora fue muy conocida por sus boletines informativos y sus panoramas gigantes de noticias, lo que generalmente y durante muchos años se cubrió con la voz del periodista y locutor Ariel Delgado, que así informaba al pueblo argentino de la situación reinante en el país, lo que fue particularmente valioso en momentos de dictaduras militares.
Sobre Radio Colonia y sobre Ariel Delgado existe abundante material en el ciberespacio, y particularmente interesante es lo registrado en una audición de “La Rosa de Tokio”, programa radial semanal producido y realizado en los estudios de LS11 Radio Provincia de Buenos Aires (AM1270 kHz), que precisamente produjo y dedicó uno de sus programas a la citada emisora (CW1 Radio Colonia), con entrevistas a Ariel Delgado, material de archivo con diversas grabaciones históricas y la participación de Horacio Nigro desde Montevideo, Uruguay, en relación con el nacimiento de esa estación de radio, su desarrollo, y su actualidad. La grabación de la referida audición dura 58:59 minutos, y en el intervalo 32:02 a 32:30 se escucha la voz del propio Ariel Delgado diciendo lo siguiente: «Radio Colonia por supuesto está en la ciudad de Colonia, Uruguay, pero en temporadas bastante largas y cuando eran más bien tranquilas, yo transmitía desde Buenos Aires, pero el locutor comercial seguía en Colonia. Entonces, yo decía: "Hay más informaciones para este boletín", para alertar al locutor comercial que ahí tenía que entrar él con la tanda».

## Préstamos lexicales
En el lenguaje corriente, no es extremadamente raro que los locutores expresen alguna locución de despedida tomada (copiada) de una lengua extranjera, para marcar así un tono distinto y/o simpático y/o más familiar y campechano. Las locuciones que siguen están entre las más utilizadas por parte de locutores hispanos:
- del francés: à tout à l'heure;
- del inglés: bye-bye o goodbye;
- del italiano: ciao;
- del japonés: sayonara.